# Солнечная повозка
Солнечная повозка (дат. Solvognen) — миниатюрное скульптурное изображение повозки эпохи бронзового века, обнаруженное крестьянином в трундхольмском болоте на северо-западном берегу острова Зеландия в 1902 году и с тех пор являющееся жемчужиной собрания Национального музея Дании в Копенгагене (входит в датский культурный канон).
Помимо четырёхколёсной повозки, в скульптурную группу входят изображение Соль (Солнца) в виде 25-сантиметрового бронзового диска, позолоченного с правой стороны, и везущая его кобыла, также отлитая из бронзы. Позолота нанесена только на одну сторону солнечного диска: видимо, древние считали, что этой стороной Солнце обращено к Земле во время движения повозки днём, а противоположной, непозолоченной стороной — во время её обратного путешествия в ночное время суток.

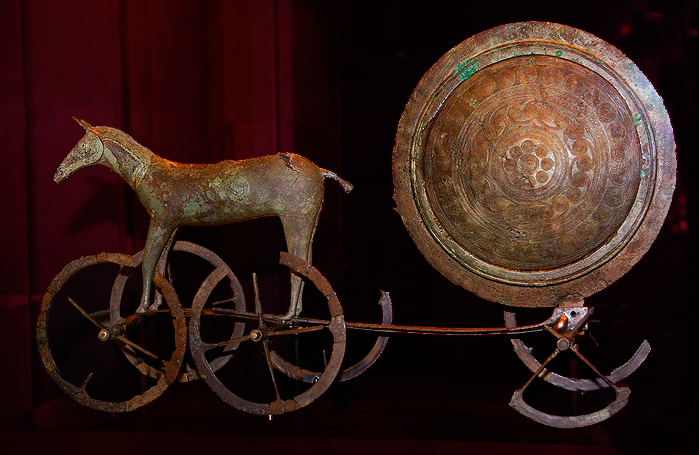
Левая сторона повозки

Солнечная повозка из Трундхольма может быть датирована XVIII—XVII вв. до н. э. (одно время с небесным диском из Небры). Примечательно то, что она представляет собой колесницу: у каждого колеса — по четыре спицы. Первые подлинные колесницы появляются в Европе только в эпоху железного века (этрусская колесница из Монтелеоне, VI в. до н. э.).
Миф о солнечном божестве, колесящем по небу на колеснице, является типичным для индоевропейских народов (ср. колесница Гелиоса, древнеиндийская Вимана). В германской традиции он впервые зафиксирован в эпоху средневековья: богиня Соль объезжает небесный свод на колеснице, запряжённой конями по имени Арфак и Алсвид, а божество дня Дагр — на конях Хримфакси («заиндевелогривый») и Скинфакси («светлогривый»).

Вращающееся изображение